# Figa (roman)
Figa je roman pisatelja Gorana Vojnovića, ki ga je leta 2016 izdala založba Beletrina. Leta 2017 je bilo delo nagrajeno z Župančičevo nagrado in z nagrado kresnik.
V šolskem letu 2020/21 je roman Figa maturitetno branje za splošno maturo.

Po mnenju avtorice spletnega bloga in literarne kritičarke Nine Prešeren je Figa:
»Roman o treh generacijah, o (vsaj) treh ljubezenskih zgodbah, o (vsaj) treh iskanjih družinske sreče. Predvsem je to poglobljen roman o posameznikih, ki iščejo svobodo in sebe.«